# 渡辺優
渡辺 優（わたなべ ゆう、1987年 -）は、日本の小説家、推理作家。

## 経歴・人物
宮城県仙台市生まれ。2010年、宮城学院女子大学国際文化学科卒業。翻訳家を目指し学校に通うも挫折。その後、仕事のかたわら小説を執筆する。2015年、「ラメルノエリキサ」で集英社が主催する第28回小説すばる新人賞を受賞する。2016年、同作が刊行、小説家デビューを果たす。
受賞に際して、「あまりにも賞が大きいので、うれしい気持ちと同じくらい畏れ多い気持ちでいっぱい」と語っている。空想することは、小さい頃から好きだったという。「言葉が持つ威力に憧れていて、はっとさせられる言葉に出会う瞬間が好きだ」と語っている。

## 作品リスト

### 単行本
- ラメルノエリキサ（2016年2月 集英社 / 2018年2月 集英社文庫）
- 自由なサメと人間たちの夢（2017年1月 集英社 / 2019年1月 集英社文庫）
- 地下にうごめく星（2018年3月 集英社 / （改題）アイドル 地下にうごめく星（2020年3月 集英社文庫）
- 悪い姉（2020年8月 集英社 / 2022年8月 集英社文庫）
- 並行宇宙でしか生きられないわたしたちのたのしい暮らし（2020年12月 ホーム社）※エッセイ集
- クラゲ・アイランドの夜明け（2020年12月 中央公論新社）
- きみがいた世界は完璧でした、が（2021年3月 KADOKAWA）
- アヤとあや（2021年7月 小学館）
- カラスは言った（2022年11月 中央公論新社）
- 私雨邸の殺人に関する各人の視点（2023年4月 双葉社）

### 雑誌掲載作品
小説
- 「サマー・ドリーム」 - 『小説すばる』2016年7月号 掲載
- 「悪い姉」 - 『小説すばる』2019年3月号 - 2020年3月号 連載（単行本化）
- 「彩」 - 『きらら』2019年4月号 -  （隔月連載中）
- 「きみがいた世界は完璧でした、が」 - 『文芸カドカワ』2019年7月号 - 2020年8月号 連載（単行本化）
- 「私雨邸の殺人に関する各人の視点」 - 『小説推理』2021年12月号 - 2022年6月号 連載

エッセイ
- 「私の〇〇ベスト3」 - 『月刊ジェイ・ノベル』2017年3月号 掲載
- 「俳句甲子園観戦 / 松山旅行記」 - 『小説すばる』2017年12月号 掲載

### アンソロジー収録作品
- 「ピンポンツリースポンジ」 - 『行きたくない』（角川文庫、2019年6月）書き下ろし
- 「Ｍさん」 - 『学校の怪談 短編アンソロジー』（集英社文庫、2022年5月）書き下ろし